# Free Fall Associates
Free Fall Associates var ett företag som bland annat utvecklat datorspelen Archon: The Light and the Dark och Archon II: Adept. Rättigheterna att släppa ytterligare uppföljare på samma tema som dessa bägge spel innehas sedan år 2007 av företaget Myriad Interactive  .